# Ancistrocheirus lesueurii
Ancistrocheirus lesueurii é uma espécie de molusco pertencente à família Ancistrocheiridae.
A autoridade científica da espécie é d'Orbigny, tendo sido descrita no ano de 1842.
Trata-se de uma espécie presente no território português, incluindo a zona económica exclusiva.